# Reptacarus sagatus
Reptacarus sagatus är en kvalsterart som beskrevs av Pérez-Íñigo och Peña 1995. Reptacarus sagatus ingår i släktet Reptacarus och familjen Lohmanniidae. Inga underarter finns listade i Catalogue of Life.